# Francesco Malipiero (arcivescovo)
Francesco Malipiero (1388-1389 circa – Venezia, 8 giugno 1451) è stato un arcivescovo cattolico italiano.

## Biografia

### Origini e carriera ecclesiastica
Figlio di Perazzo Malipiero, di famiglia patrizia veneziana, viene citato per la prima volta nel 1412 come abate di San Pietro de Roboa di Zara. Sino al 1417 risulta assai attivo presso l'università di Padova, presenziando a numerosi esami di dottorato (secondo Giovanni Mantese sarebbe stato decretorum doctor); si può presumere, pertanto, che il Malipiero vivesse stabilmente a Padova, svolgendo frattanto, almeno formalmente, un rapido curriculum monastico presso i maggiori cenobi zaratini: nel 1414 compare come abate dei monasteri di S. Michele e dei Santi Cosma e Damiano; nel 1415 risulta abate di S. Crisogono; nel 1417 è di nuovo abate dei Santi Cosma e Damiano. Qualche anno dopo tornò in patria per dirigere il monastero di San Cipriano di Murano, del quale fu abate almeno dal 1422 e fino al 1427.
Nello stesso periodo cominciò a presentare il proprio nome alle probae per l'assegnazione delle sedi episcopali presenti nella Repubblica di Venezia. Il governo della Serenissima, infatti, eleggeva i propri vescovi da una rosa di candidati; il vincitore veniva poi proposto al papa per l'investitura ufficiale. Così, nel 1418, partecipò all'elezione del vescovo di Treviso, nel 1420 a quello di Zara, nel 1425 a quello di Castello.
Solo il 27 gennaio 1427 riuscì a raggiungere la carica di arcivescovo di Spalato, peraltro senza partecipare alla proba. Ma già nel 1428, candidatosi alla diocesi di Padova, venne invece eletto vescovo di Castello, nomina che venne ufficializzata il 16 luglio.

### Vescovo di Vicenza
Nel 1433, dopo la morte di Pietro Emiliani, il capitolo della cattedrale di Vicenza, impugnando un antico privilegio, aggirò la consuetudine della proba e nel giro di tre giorni lo elesse vescovo della sua diocesi. Si ritiene che l'elezione fosse stata orchestrata da papa Eugenio IV che intendeva insediare a Castello il cugino Lorenzo Giustinian, protagonista del movimento di riforma ecclesiastica che aveva come fulcro i canonici regolari di San Giorgio in Alga.
Il passaggio nella città berica rappresentò l'inizio di una sistemazione definitiva: il nuovo vescovo non si allontanò quasi mai dalla propria sede, fatti salvi la partecipazione al concilio di Basilea e alcuni brevi soggiorni nelle sue due dimore di campagna (a Cittadella e nel Trevigiano) e nel suo palazzo a Venezia in contrada Sant'Angelo; solo verso la fine della sua esistenza si stabilì definitivamente in quest'ultimo.
Se la storiografia tradizionale ha dipinto il Malipiero come un sostenitore del rinnovamento perpetuato dai Canonici di San Giorgio in Alga, di fatto non si hanno elementi sufficienti per testimoniare una sua partecipazione al movimento. Potrebbe essere stato influenzato da Paolo Venier, altro riformatore che fu abate di San Michele in Isola mentre lui dirigeva San Cipriano di Murano.
È certo, invece, che con gli stessi riformatori si ritrovò in contrasto a causa delle ristrettezze economiche in cui versava la Chiesa vicentina. Il predecessore, infatti, aveva testato a favore di parenti ed enti attingendo cospicue somme dalle casse della diocesi; il Malipiero, nel tentativo di recuperare quanto disperso, finì per essere coinvolto in numerose azioni legali ed estenuanti trattative.
Finì in lite con il già citato Venier il quale intendeva riscuotere il lascito di 1100 fiorini che l'Emiliani aveva promesso per il suo monastero. Il contenzioso si protrasse almeno sino al 1445, quando Eugenio IV cercò di mediare, sentenziando, pare, a favore di San Michele.
Si scontrò persino con il papa, irritato perché, adducendo ancora ragioni economiche, non intendeva recarsi al concilio di Basilea (1433). Eugenio IV, spazientito, segnalò al governo veneziano il suo risentimento e, dietro l'ingiunzione della Repubblica, il vescovo fu costretto a partire. Ammesso al concilio l'11 febbraio 1434, già qualche mese più tardi, forse prima della metà dell'anno, era di ritorno.
Da queste vicende si può notare come l'esordio del Malipiero nella sede vicentina fosse stato tutt'altro che semplice. Oltre ai già citati problemi finanziari, egli fu in qualche modo subalterno, se non addirittura emarginato, rispetto all'élite ecclesiastica veneta. Il suo ruolo a Vicenza fu però fondamentale: se trascurò l'attività pastorale (non convocò sinodi, né intraprese visite pastorali), la sua azione di riassestamento economico e di riforma diede molti frutti.
Esemplare fu, nel 1444, la stesura di un inventario comprensivo di tutti i beni mobili e immobili delle parrocchie, che venne peraltro reso pubblico.
Agì anche sul rinnovamento degli enti monastici. Particolarmente importante fu l'insediamento a Vicenza dei canonici lateranensi presso il monastero di San Bartolomeo (1445), così come la sostituzione dei brigidini del Santuario di Monte Berico con i serviti (1435). Nel 1434 giunse a Vicenza i Ordine dei gesuati cui si affiancò la confraternita laicale di Santa Maria dei Colombini, della quale il vescovo approvò gli statuti (1435). Nel 1436 una parte del monastero francescano di San Biagio fu separata e trasformata nella chiesa di Santa Chiara, dove si insediarono le clarisse. Lavorò anche alla riforma dell'ordine benedettino e in particolare delle monache di San Pietro: il Malipiero privò la loro badessa del potere amministrativo, affidandolo a monache elette annualmente, quindi riconobbe al capitolo il diritto di eleggere la badessa con cadenza annuale.
Conclusa l'opera di riordino e rinnovamento, nel 1446 il Malipiero lasciò Vicenza e si ritirò nel suo palazzo veneziano, dove morì qualche anno più tardi. La salma venne subito traslata a Vicenza dove, due giorni dopo, si svolsero i funerali e la sepoltura nella cattedrale.